# Väster-Sotsjön
Väster-Sotsjön är en sjö i Ånge kommun i Medelpad och ingår i Ljungans huvudavrinningsområde. Sjön har en area på 0,473 kvadratkilometer och ligger 301,1 meter över havet.

## Delavrinningsområde
Väster-Sotsjön ingår i det delavrinningsområde (691352-146850) som SMHI kallar för Mynnar i Havern. Medelhöjden är 323 meter över havet och ytan är 24,11 kvadratkilometer. Det finns ett avrinningsområde uppströms, och räknas det in blir den ackumulerade arean 42,66 kvadratkilometer. Sotån som avvattnar avrinningsområdet har biflödesordning 2, vilket innebär att vattnet flödar genom totalt 2 vattendrag innan det når havet efter 160 kilometer. Avrinningsområdet består mestadels av skog (78 procent) och sankmarker (13 procent). Avrinningsområdet har 0,59 kvadratkilometer vattenytor vilket ger det en sjöprocent på 2,5 procent.